# 汉斯·布兰德纳
汉斯·布兰德纳（德語：Hans Brandner，1949年2月19日—），德国男子雪橇运动员。他曾代表西德参加1972年、1976年和1980年冬季奥林匹克运动会雪橇比赛，其中1976年冬季奥运会获得一枚银牌。